# Michael Lüftner
Michael Lüftner (Chabařovice, Csehország, 1994. május 14. –) cseh válogatott labdarúgó, hátvéd, a FK Teplice B játékosa.

## Pályafutása

### Klubcsapatokban
Pályafutása elején a Teplice játékosa volt. A klub utánpótláscsapataiban nevelkedett és ott mutatkozott be a felnőttek között, a cseh élvonalban a 2012. október 31-én a Hradec Králové elleni mérkőzésen. Tizenhárom bajnokin kapott lehetőséget első idényében, első gólját pedig az akkori címvédő Slovan Liberec ellen szerezte 2012 novemberében. 2016 decemberében szerződtette a Slavia Praha, Lüftner bevallottan kedvenc csapata, amely miatt akkor sajtóhírek szerint olasz érdeklődést is visszautasított. 2020 nyaráig írt alá a prágai csapathoz, amely szintén akkori sajtóétesülések szerint félmillió eurót fizetett érte, és amellyel a 2016–17-es szezonban bajnoki címet nyert.
2017 májusában a dán első osztályban szereplő København az 1,5 millió eurós kivásárlási árát kifizetve igazolta le a cseh középhátvádet. A koppenhágai együttesben egy MŠK Žilina elleni Bajnokok Ligája-selejtezőn mutatkozott be 2017. július 12-én. Alapembere volt a szezon végén bajnoki címet szerző csapatnak, azonban az azt követő idényben mindössze egy bajnokin lépett pályára, egy súlyos sérülés miatt a szezon hátralevő részét ki kellett hagynia. 2019. június 20-án hivatalossá vált, hogy a következő szezont kölcsönben a ciprusi Omóniánál tölti. Kölcsönszerződését később újabb egy szezonra meghosszabbították. Az Omóniával bajnoki címet nyert a 2020–2021-es idényben, és szerepelt az Európa-liga csoportkörében is. 2021 nyarán a MOL Fehérvár szerződtette. 2022. augusztus 31-én bejelentették, hogy a felek közös megegyezéssel szerződést bontanak. 2023. május 21-én bejelentették, hogy az FK Teplice tartalékcsapatában folytatja pályafutását.

### A válogatottban
Többszörös cseh utánpótlás-válogatott, szerepelt a 2011-es U17-es Európa-, és világbajnokságon is. Ugyancsak szerepet kapott a 2017-es U21-es labdarúgó-Európa-bajnokságon is. 2017 augusztusában hívták a felnőttek közé be először a Németország és az Észak-Írország elleni 2018-as labdarúgó-világbajnokság-selejtező mérkőzésekre. Szeptemberben ismét kerettag volt és október 8-án bemutatkozott San Marino ellen.

## Statisztika

### Klub
2021. május 10-i állapotnak megfelelően.
| Klub         | Szezon   | Bajnokság              | Bajnokság | Bajnokság | Kupa  | Kupa  | Nemzetközi | Nemzetközi | Egyéb | Egyéb | Összesen | Összesen |
| Klub         | Szezon   | Osztály                | Mérk.     | Gólok     | Mérk. | Gólok | Mérk.      | Gólok      | Mérk. | Gólok | Mérk.    | Gólok    |
| ------------ | -------- | ---------------------- | --------- | --------- | ----- | ----- | ---------- | ---------- | ----- | ----- | -------- | -------- |
| Teplice      | 2012–13  | Fortuna Liga           | 13        | 1         | 0     | 0     | —          | —          | —     | —     | 13       | 1        |
| Teplice      | 2013–14  | Fortuna Liga           | 9         | 0         | 0     | 0     | —          | —          | —     | —     | 9        | 0        |
| Teplice      | 2014–15  | Fortuna Liga           | 24        | 0         | 5     | 0     | —          | —          | —     | —     | 29       | 0        |
| Teplice      | 2015–16  | Fortuna Liga           | 27        | 3         | 1     | 0     | —          | —          | —     | —     | 28       | 3        |
| Teplice      | 2016–17  | Fortuna Liga           | 14        | 1         | 1     | 0     | —          | —          | —     | —     | 15       | 1        |
| Teplice      | Összesen | Összesen               | 87        | 5         | 7     | 0     | —          | —          | —     | —     | 94       | 5        |
| Slavia Praha | 2016–17  | Fortuna Liga           | 14        | 0         | 2     | 0     | —          | —          | —     | —     | 16       | 0        |
| København    | 2017–18  | Dán Szuperliga         | 34        | 1         | 2     | 0     | 14         | 2          | —     | —     | 50       | 3        |
| København    | 2018–19  | Dán Szuperliga         | 1         | 0         | 0     | 0     | 1          | 0          | —     | —     | 2        | 0        |
| København    | Összesen | Összesen               | 35        | 1         | 2     | 0     | 15         | 2          | 0     | 0     | 52       | 3        |
| Omónia       | 2019–20  | Ciprusi First Division | 22        | 0         | 4     | 1     | —          | —          | —     | —     | 26       | 1        |
| Omónia       | 2020–21  | Ciprusi First Division | 29        | 1         | 2     | 0     | 11         | 1          | —     | —     | 42       | 2        |
| Omónia       | Összesen | Összesen               | 51        | 1         | 6     | 1     | 11         | 1          | 0     | 0     | 68       | 3        |
| Összesen     | Összesen | Összesen               | 187       | 7         | 17    | 1     | 26         | 3          | 0     | 0     | 230      | 11       |

### Mérkőzései a cseh válogatottban
| #  | Dátum            | Ellenfél   | Eredmény | Kiírás                 | Esemény |
| -- | ---------------- | ---------- | -------- | ---------------------- | ------- |
| 1. | 2017. október 8. | San Marino | 5 – 0    | világbajnoki selejtező |         |

## Sikerei, díjai
- Slavia Praha
  - Cseh bajnok: 2016–17
- København
  - Dán bajnok: 2018–19
- Omónia
  - Ciprusi bajnok: 2020–21